# Instituto Nacional de Asuntos Indígenas
El Instituto Nacional de Asuntos Indígenas (INAI) es un organismo público de la Argentina creado en 1985 cuyo objetivo es el desarrollo de políticas públicas orientadas a la promoción de las comunidades indígenas de Argentina. 
En la Argentina existe una gran diversidad cultural ancestral. Los principales pueblos indígenas son los atacama, ava guaraní, aimara, chané, chorote, chulupí, chiriguano, diaguita/diaguita calchaquí, guaraní, huarpe, kolla, lule,maká, mapuche, mbyá guaraní, mocoví, pilagá, quechua, querandí, rankulche, sanavirón, tapiete, tehuelche, toba, tonocoté, tupí guaraní y wichí. Se estima que existen en Argentina unas 3 millones de personas pertenecientes a algunos de esos pueblos.

## Historia
La ley nacional n.º 23302 sobre Política Indígena y apoyo a las Comunidades Aborígenes fue promulgada el 8 de noviembre de 1985 y creó para su aplicación el Instituto Nacional de Asuntos Indígenas como entidad descentralizada con participación indígena en el ámbito del Poder Ejecutivo Nacional. Al momento de su creación, el instituto dependía del entonces Ministerio de Salud y Acción Social.
En 2006 pasó a la órbita del entonces Ministerio de Desarrollo Social. Desde enero de 2016 el INAI depende de la Secretaría de Derechos Humanos y Pluralismo Cultural del Ministerio de Justicia y Derechos Humanos.
En 2025 pasó a depender de la Vicejefatura de Gabinete del Interior de la Jefatura de Gabinete de Ministros, en el medio de una etapa de reestructuración de entes públicos llevada a cabo por el Ministerio de Desregulación y Transformación del Estado. 

## Objetivos
La ley de creación del instituto señala, en su Artículo 1°:

Declárase de interés nacional la atención y apoyo a los aborígenes y a las comunidades indígenas existentes en el país, y su defensa y desarrollo para su plena participación en el proceso socioeconómico y cultural de la Nación, respetando sus propios valores y modalidades. A ese fin, se implementarán planes que permitan su acceso a la propiedad de la tierra y el fomento de su producción agropecuaria, forestal, minera, industrial o artesanal en cualquiera de sus especializaciones, la preservación de sus pautas culturales en los planes de enseñanza y la protección de la salud de sus integrantes.

El INAI es responsable de la administración y gestión del Registro Nacional de Comunidades Indígenas (Renaci), entidad que tiene a su cargo el registro de las comunidades y la tramitación de su personería jurídica que las habilita, entre otros temas, a la formalización de la tenencia y posesión legal de sus tierras comunitarias. Hacia fines de 2018, se había relevado la existencia de 1653 comunidades de las cuales 1456 habían registrado su personería jurídica.

La propiedad de la tierra y su uso comunitario es uno de los problemas más antiguos de las comunidades indígenas en la Argentina.
El INAI impulsa programas específicos orientados al desarrollo de las comunidades y a la mejora de la calidad de vida de sus miembros. Estos programas se enfocan al mejoramiento ambiental o habitacional, la producción de alimentos destinados al autoconsumo o comercialización, el rescate y revalorización cultural y la educación bilingüe e intercultural, entre otros.

A fin de alcanzar sus objetivos, el INAI suele ejecutar planes o coordinar acciones en común con otros organismos o instituciones, como el Instituto Nacional contra la Discriminación, la Xenofobia y el Racismo (INADI), la Defensoría del Público, o la Administración de Parques Nacionales, entre otros.
A partir de 2017, el Instituto incluyó dentro de sus objetivos consolidar la presencia en las distintas regiones mediante la creación de delegaciones y avanzar en el cumplimiento de la ley 25517, que ordena la devolución de los restos humanos indígenas que pudiera estar en museos u otras instituciones a los familiares o comunidades de pertenencia que así lo soliciten.

## Críticas y controversias
El Instituto es objeto de críticas que señalan la mora en el cumplimiento de sus programas, o la falta de recursos humanos y tecnológicos apropiados para el cumplimiento de sus objetivos.

Los reclamos respecto a la falta de participación de representantes indígenas y la escasez presupuestaria, ya señalados en un informe producido por el Centro de Estudios Legales y Sociales en el 2002, permanecen sin respuestas satisfactorias.
En 2018 el INAI desvinculó a 45 de sus empleados, que representaban el 25% de su plantel, lo que sumado a la reducción del presupuesto y a su subejecución, creó preocupación respecto de la puesta en marcha de políticas eficaces y el cumplimiento de los objetivos.

## Composición
El INAI quedó integrado por un presidente dependiente del ministerio competente, un Consejo de Coordinación que incluye representantes elegidos por las comunidades indígenas y un Consejo Asesor técnico. La reglamentación de la ley n.º 23302 se instrumentó por el decreto 155/1989, pero el Consejo Asesor y el Consejo de Coordinación fueron establecidos en 2008, teniendo este 30 representantes indígenas, 14 de los estados provinciales y 6 del Poder Ejecutivo Nacional.
El 6 de agosto de 2004 (resolución INAI 152/2004) fue creado el Consejo de Participación Indígena (CPI), con la función de actuar como articulador o intermediario entre las comunidades indígenas y el Estado nacional. Durante 2005 se realizaron asambleas comunitarias que eligieron los primeros 80 representantes (un titular y un suplente por pueblo en cada provincia). En junio de 2006 se llevó a cabo el primer Encuentro Nacional del CPI, que creó una Mesa de Coordinación compuesta por 12 de sus miembros. El CPI fue reformulado en 2008 orientando sus funciones hacia tareas de acompañamiento y fortalecimiento de sus comunidades. Para renovar los representantes al CPI durante 2008 y 2009 se realizaron 41 asambleas comunitarias en 17 provincias: Buenos Aires, Chaco, Chubut, Entre Ríos, Jujuy, La Pampa, Mendoza, Salta, San Juan, Santa Cruz, Santa Fe, Santiago del Estero, Tucumán, Neuquén, Tierra del Fuego, Misiones y Río Negro. En la provincia de Formosa los representantes de cada uno de los tres pueblos indígenas reconocidos en la provincia -Wichí, qom y pilagá- son los mismos que se eligen para integrar el directorio del Instituto de Comunidades Aborígenes. El número de representantes pasó a 120 y la Mesa de Coordinación a 25 miembros regionales renovados anualmente. La resolución INAI 737/2014 dispuso que cada pueblo por provincia tuviera 2 representantes, de modo que la totalidad de las comunidades pudieran ser visitadas y atendidas.
A marzo de 2016 el CPI estaba compuesto por 140 representantes de 34 pueblos reconocidos por el Estado argentino. Nuevas asambleas fueron realizadas en 2016 y 2017.
El Programa Nacional de Relevamiento Territorial de Comunidades Indígenas fue creado por el INAI para relevar las tierras ocupación actual, tradicional y pública de las comunidades indígenas. Para junio de 2015 se habían relevado 647 comunidades indígenas y 6 999 443 hectáreas, lo que equivalía a un 67% del total estimado. El Registro Nacional de Comunidades Indígenas para entonces había otorgado personería jurídica a 1380 comunidades pertenecientes a los hasta entonces 32 pueblos indígenas reconocidos por el Estado nacional.